# اسپر

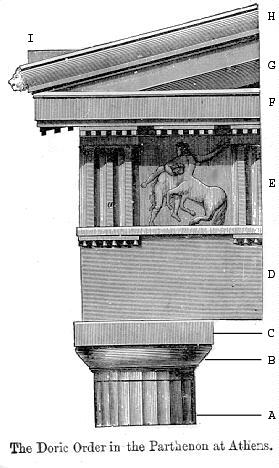
اجزای اسپر: D:فرسب، E:سه‌تَرَکی و چهارگوش تزئینی، F:سرافریز، G:سنتوری، H:ناودانچه سنگی، I:بالاسنتوری

در معماری قدیمی، اِسپَر یا پیشانی قسمتی است قائم و بدون پنجره که میان سرستون و لبه بام قرار گرفته است.
اسپر در زیر طُرّه قرار گرفته و در راستای افقی به سه عنصر اصلی تقسیم می‌شود: فَرَسب (عضو پایینی)، اِفریز یا کتیبه (عضو میانی) و گلویی (بالاترین عضو). نسبت‌ها و جزئیات پیشانی در ستون‌های مربوط به سبک‌های مختلف، متفاوت است و به‌دقت تعیین می‌شود.
برای تزئین بخش اسپر، نوار و ابزار افقی پُرنقش و نگاری روی ستون زده می‌شود. به اسپر، بالاستون و روسوار هم گفته شده‌است.